# Steed Malbranque
Steed Malbranque (Mouscron, 6 de janeiro de 1980) é um futebolista belga naturalizado francês que atua como meio-campo. Atualmente, defende o SM Caen.

## Carreira

### Lyon
Malbranque jogou nas categorias de base do Lyon entre os anos de 1995 e 1997. Ele também foi o capitão da seleção sub-18 da França.
Fez sua estréia nos profissionais em um empate por 1 a 1 com o Montpellier, em 21 de fevereiro de 1998, com 18 anos. Ao total, jogou 96 jogou pelo clube, incluindo 12 na Champions League e 7 na Copa da UEFA.
Enquanto estava no clube, teve a chance de ser contratado pelo Arsenal, depois de um impressionante empate em Highbury, e uma vitória por 3 a 0 sobre o Bayern de Munique no Stade de Gerland, mas rejeitou pois não estava pronto para disputar a Premiership.

### Fulham
Malbranque transferiu-se para a Inglaterra em 2001. Havia sido contratado pelo Fulham por uma valor em torno de £4,5 milhões. Fez sua estréia pelo novo clube em uma derrota por 3 a 2 ante o Manchester United, no Estádio Old Trafford. Logo na primeira temporada, fez 10 gols
O atleta ficou cinco anos no clube, jogando 211 partidas e marcando 44 gols. Na temporada 2002-03, foi o artilheiro do Fulham e salvou seu time do rebaixamento.
Em 13 de maio de 2006, depois de conversas mal sucedidas para a renovação de contrato, Malbranque foi colocado na lista de transferências do Fulham. Logo depois, ele declarou querer sair do clube após o final de seu contrato. Houve rumores de clubes interessados como o Reading, Middlesbrough, West Ham United, Manchester City, Everton and Newcastle United, mas o meio-campista optou por assinar contrato com o Tottenham Hotspur, no último dia da janela de transferências (31 de agosto de 2006), por um valor estimado em £2 milhões.

## Tottenham
Malbranque estreou-se como jogador do Tottenham quase dez semanas depois de ter sido contratado, em razão de uma lesão. Em 8 de novembro de 2006, no estádio White Hart Lane, em uma partida válida pela Copa da Liga Inglesa, Malbranque fez sua estréia. Ele jogou 63 minutos na vitória por 3 a 1 contra o Port Vale. Seu primeiro gol com a camiseta dos Spurs foi marcado na vitória por 5 a 1 contra o Charlton Athletic, no White Hart Lane, em 9 de dezembro de 2006.

## Sunderland
Em julho de 2008, foi contratado pelo Sunderland.

## Carreira internacional
Apesar de ter nascido em Mouscron, na Bélgica, Malbranque foi convocado para a Seleção Francesa Sub-21 e fez parte dos selecionados franceses que perderam para a República Tcheca Sub-21 na final do Campeonato Europeu de Futebol Sub-21 de 2002.
Malbranque foi chamado para a Seleção Principal da França em fevereiro de 2004, mas não fez nenhuma partida pelos Les Bleus.

## Títulos
Tottenham Hotspur
- Copa da Liga Inglesa: 2007-08